# 李灝 (岳州)
李灝（？—？），湖南岳州人，清朝政治人物。监生出身。
同治三年（1864年），擔任清朝廣州府新安縣知縣。后由吳濱接任。